# 上林苑监
上林苑监，明朝外三监之一，明官署名。。

## 简介
永乐五年（1407年）始置，设良牧、蕃育、嘉蔬、林衡、川衡、冰鉴及典察左右前后十署。
洪熙元年（1425年），并为蕃育、嘉蔬二署。
宣德十年（1435年），定为良牧、蕃育、林衡、嘉蔬四署。
正德年间，增设监督内臣共九十九员。
嘉靖元年（1522年），裁汰八十员，革蕃育、嘉蔬二署典署，林衡、嘉蔬二署录事。

## 官制
- 左监正，正五品，一人；
- 右监正，正五品，一人；
- 左监副，正六品，一人；
- 右监副，正六品，一人；
- 左监丞，正七品，一人；
- 右监丞，正七品，一人。

### 典簿厅
- 典簿，一人，正九品。

### 良牧署
- 典署，正七品，一人；
- 署丞，正八品，一人；
- 录事，正九品，一人。

### 蕃育署
- 典署，正七品，一人；
- 署丞，正八品，一人；
- 录事，正九品，一人。

### 林衡署
- 典署，正七品，一人；
- 署丞，正八品，一人；
- 录事，正九品，一人。

### 嘉蔬署
- 典署，正七品，一人；
- 署丞，正八品，一人；
- 录事，正九品，一人。